# Sonya Caleffi
Sonya Caleffi, ciudadana italiana nacida en 1970, ha sido condenada por homicidio múltiple. Aunque las investigaciones la relacionan con un número de víctimas que oscila entre 15 y 18, solo ha sido juzgada y sentenciada formalmente por cinco asesinatos. 

## Biografía
A los quince años, Caleffi comenzó a padecer depresión y anorexia nerviosa, pero en la escuela se mostraba como una chica reservada y con buen rendimiento académico.  
Entre 1990 y 1993, asistió a cursos para convertirse en enfermera profesional en el Valduce Hospital de Como. En 1993, se casó con un carpintero de Cernobbio tras estar comprometida durante seis meses. Las continuas discusiones entre ellos llevaron a su divorcio después de solo un año. Posteriormente, conoció a un radiólogo y se mudó a vivir con él a Tavernerio, donde terminó su trabajo mientras permanecía recluida en casa.
Desde 1993 hasta 2000, Caleffi trabajó en el Hospital Valduce de Como en los departamentos de cirugía general, endoscopia y primeros auxilios. De 2000 a 2001, trabajó en urgencias en el Hospital Sant'Anna de Como. En octubre de 2001, regresó durante un mes al Hospital Valduce de Como. Entre el 2 y el 13 de noviembre, trabajó en la residencia de ancianos y clínica Le Betulle de Appiano Gentile. En 2002, trabajó en dos períodos diferentes en la residencia de ancianos de Albese con Cassano y en el departamento de psiquiatría. El 4 de agosto de 2002, Caleffi intentó suicidarse con su coche al estrellarse contra una pared en Salita Cappuccini en Como. Intentó suicidarse tres veces más entre 2002 y 2004. Entre septiembre y noviembre de 2003, trabajó en el departamento de medicina general del Hospital Sant'Anna, donde se produjo la muerte de 8 pacientes terminales debido a la inyección de aire, lo que resultó en una embolia. Desde septiembre al 8 de noviembre de 2004, trabajó en el Hospital Manzoni de Lecco donde supuestamente mató a 18 personas. Esto fue descubierto por el director médico de la unidad, quien informó a la Fiscalía.

## La detención
«Lo siento mucho por lo que ha pasado, y pido perdón, si es posible. No quería que acabaran así, esos pacientes. Yo realizaba esas intervenciones porque me gustaba que todos acudieran a tiempo para salvar a los pacientes.»

El 15 de diciembre del 2004 es arrestada y confiesa 5 de los homicidios.  Durante la búsqueda en su casa, la policía descubre libros que tratan de bulimia, anorexia nerviosa y muerte, como por ejemplo Verónika decide morir de Paulo Coelho.  Mientras tanto, la administración del hospital de Lecco inicia las investigaciones. El 17 de diciembre del 2004 deja la cárcel Bassone de Como y la Fiscalía confirma solamente un caso de homicidio.  El 18 de diciembre del 2004 es trasladada al séptimo piso del Hospital Sant’Anna de Como en el departamento de detenidos. Un año después, el 11 de febrero del 2005 es desplazada al Hospital Psiquiátrico Judicial de Castiglione delle Stiviere (MN), donde retira la confesión hecha en diciembre y tres meses después afirma recordar que no ha matado a nadie. Desde el 2006 trabaja como telefonista en la cárcel de San Vittore.

## El proceso y las sentencias
El 14 de diciembre del 2007 es condenada por 5 homicidios y 2 intentos de homicidio a cumplir 20 años de prisión en la cárcel de San Vittore, suscitando rabia en las familias de las víctimas. El 3 de marzo del 2008 el tribunal de apelación de Milán confirma su condena en primer grado por 20 años de prisión, pese a que el procurador general pidiera la cadena perpetua, pero el juicio sumario ha reducido la condena.
El 10 de mayo del 2008 por primera vez aparece en televisión en el programa italiano de Rai 3 “Los criminales más buscados”, entrevistada por la periodista Franca Leosini en la cárcel de San Vittore mientras reflexiona sobre los años oscuros de su vida.
El 25 de octubre del 2018 fue puesta en libertad después de cumplir 14 años de prisión.